# ألين جي. أوليفر
ألين جي. أوليفر هو سياسي أمريكي، ولد في 18 مايو 1903، وتوفي في 9 يوليو 1953. نشط حزبياً في الحزب الجمهوري. وقد انتخب عضو مجلس ولاية نيويورك ‏.